# East West Bank Classic 2001
L'East West Bank Classic 2001 è stato un torneo di tennis giocato sul cemento.
È stata la 28ª edizione del torneo, che fa parte della categoria Tier II nell'ambito del WTA Tour 2001.
Si è giocato a Manhattan Beach vicino a Los Angeles negli Stati Uniti, dal 6 al 12 agosto 2001.

## Campionesse

### Singolare
Lindsay Davenport ha battuto in finale  Monica Seles con il punteggio di 6–3, 7–5

### Doppio
Kimberly Po-Messerli /  Nathalie Tauziat hanno battuto in finale  Nicole Arendt /  Caroline Vis con il punteggio di 6–3, 7–5